# Баллион, Эрнест Эрнестович
Эрнест Эрнестович Баллион (1816—1901) — российский энтомолог, специализировавшийся на жесткокрылых.

## Биография
Первоначальное образование получил в Реформатском училище, по окончании которого (1833) много лет занимался частной педагогической деятельностью, которая и привела его в Казань. Здесь он в конце сороковых годов поступил в университет и по окончании курса физико-математического факультета в 1852 году был определён учителем естественных наук во 2-ю казанскую гимназию.
В 1860 году назначен адъюнкт-профессором в Горыгорецкий земледельческий институт. После перевода этого института в 1865 году в Петербург, Баллион стал сначала доцентом, а потом профессором Петербургского земледельческого института (в Лесном) и, наконец, профессором Лесного института.
После выхода на пенсию, в конце 80-х годов XIX века он переехал в Новороссийск, где приобрёл себе дом в районе нынешней улицы Цедрика. Свою собственную библиотеку, состоявшую из книг, журналов и газет, собранных им в течение многих лет, Баллион передал Новороссийску.

… теперь же принять в полную собственность г. Новороссийска от Э. Э. Баллиона по означенной краткой описи его библиотеку в количестве 2909 томов и тут же передать эту библиотеку, как уже городскую собственность, в заведование его же: Э. Э. Баллиона, в качестве её пожизненного директора.

Спустя два года после смерти Э. Э. Баллиона Новороссийская городская дума 15 ноября 1903 года единогласно постановила назначить стипендии имени Баллиона трём ученикам мужской гимназии и трём ученицам женской гимназии.
Его коллекции жуков хранятся в Зоологическом музее Одесского университета и Лесотехническом университете Санкт-Петербурга.

## Труды
- «Краткая ботаника» Ч. I (Казань, 1857);
- «Опыт исследования о русских названиях простонародных и книжных млекопитающих животных, водящихся в пределах Российской Империи» (Казань, 1858)
- публикации исследований по энтомологии России, помещенных в «Bulletin de la soc. Imp. des naturalistes de Moscou» (1805—1888).

## Источник
- Баллион, Эрнест Эрнестович // Энциклопедический словарь Брокгауза и Ефрона : в 86 т. (82 т. и 4 доп.). — СПб., 1890—1907.